# John Joe Nevin
John Joe Nevin, född 7 juni 1989 i Mullingar, Irland, är en irländsk boxare som tog OS-silver i bantamviktsboxning 2012 i London. 